# Anna Kouznetsova
Pour les articles homonymes, voir Kouznetsova.
Anna Iourevna Kouznetsova (en russe : А́нна Ю́рьевна Кузнецо́ва) née Boulaïeva  (en russe : Була́ева) le 3 janvier 1982 à Penza (Union soviétique), est une psychologue, enseignante et femme politique russe, engagée socialement et politiquement dans la défense des droits de la famille et de l'enfant. Elle est déléguée aux droits des enfants auprès du président de la fédération de Russie (ru) de 2016 à 2021. Elle a le grade de [[:Conseiller d'État de la fédération de Russie de 3e classe|conseiller d'État de la fédération de Russie de 3e classe]] (ru).

## Biographie
Anna Kouznetsova est née le 3 janvier 1982 à Penza. Son père est maçon et sa mère ingénieure. Elle a un frère. Elle fait ses études à Penza, et obtient avec les félicitations un diplôme de pédagogue-psycholoque de l'Institut pédagogique Belinski (ru) de l'université d'État de Penza (ru) en 2003,. Elle a ses premières activités sociales en tant que volontaire, à l'hôpital pédiatrique de l'oblast, où elle s'occupe d'enfants abandonnés,. De 2008 à 2010, elle est administrateur de l'organisation sociale Blogavest ((ru)Благовест).
En 2011 elle crée et dirige le fond Pokrov ((ru) Покров), apportant de l'aide aux familles nombreuses et pauvres,. Ce fonds permet notamment le déploiement dans l'oblast de Penza du programme démographique « La vie, un don sacré » ((ru) Жизнь — священный дар), dont les principales orientations sont la prévention de l'avortement, et la promotion des valeurs de la famille traditionnelle.
En 2014 Anna Kouzntsova adhère au Front populaire panrusse, dont elle intégrera ensuite le comité exécutif de Penza. Elle prend également la direction du comité régional de l'organisation « Mères russe » ((ru) Матери России). Elle est soutenue par la suite dans sa carrière politique par Viatcheslav Volodine, alors directeur adjoint de l'administration présidentielle.
En 2015, elle devient présidente de l'Association des organisations pour la protection de la famille ((ru) Ассоциации организаций по защите семьи) de Penza, et membre du conseils des femmes auprès du gouverneur. Elle est conseillère du président de la commission pour la coopération interconfessionnelle et la protection de la liberté de conscience de la chambre sociale de l'oblast de Penza.
Au printemps 2015, elle prend la direction de l'Association des organisations pour la protection de la famille créée au niveau fédéral auprès de la Chambre sociale de la fédération de Russie (ru), et en septembre elle entre au groupe de travail sur la régulation de l'action des organisations non commerciales à vocation sociale.
Elle participe en 2016 aux primaires du parti Russie unie en vue des élections à la Douma, et y prend la première place avec 65,1 % des suffrages,,. Elle est à la 5e place sur la liste du parti conduite par Viatchevlas Volodine et joue un rôle politique croissant à Russie Unie.
Le fond Pokrov obtient de l'État pendant cette période d'ascension associative et politique des subventions importantes, notamment pour la création d'un centre de protection de la maternité, pouvant héberger des femmes avec enfants en situation de détresse,. Elles atteignent 420 millions de roubles en 2015.
Nommée par Vladimir Poutine le 9 septembre 2016 déléguée aux droits des enfants auprès du président de la fédération de Russie (ru), elle ne sera finalement pas élue à la Douma. Elle rejoint également le groupe de travail placé auprès du président sur la régulation de l'action des organisations non commerciales à vocation sociale. En octobre 2016, sur proposition de Valentina Matvienko, présidente du Conseil de la fédération, elle entre au comité de coordination pour la mise en œuvre de la stratégie nationale en faveur des enfants pour 2012—2017 et devient membre du Conseil d'État.
Lors de l'invasion de l'Ukraine par la Russie, elle visite un foyer d'enfants de la ville de Kherson, occupée par les forces russes, où est filmé un reportage de propagande pour la télévision russe. Les 48 enfants, âgés de 10 mois à 5 ans, sont enlevés peu après, déportés vers la Russie ou portés disparus. À la télévision russe, elle fait de fausses déclarations, affirmant que l'Ukraine déporte des enfants afin de vendre leurs organes,.

### Action dans la fonction de déléguée aux droits des enfants

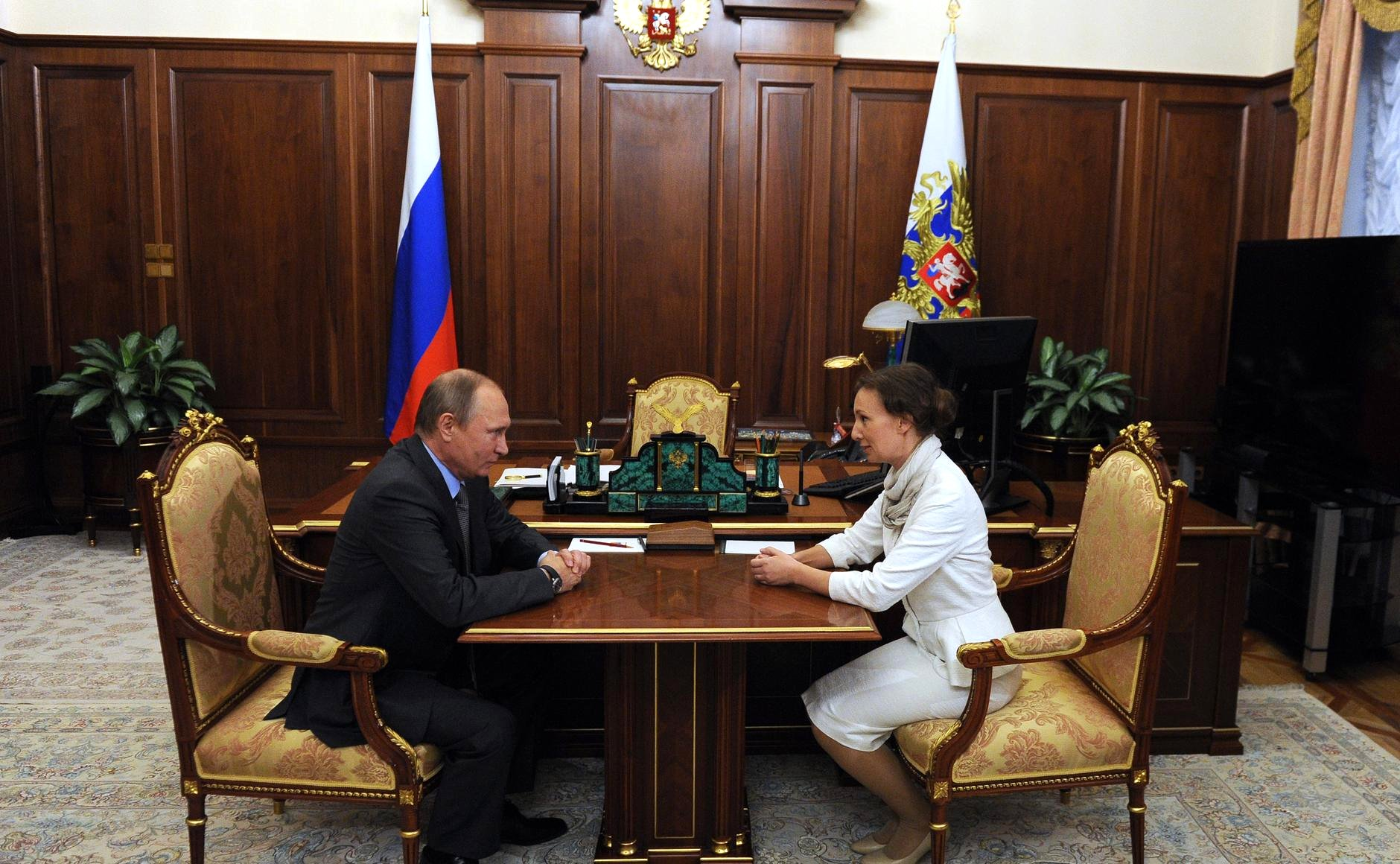
Anna Kouznetsova avec Vladimir Poutine après sa nomination comme déléguée aux droits des enfants, le 9 septembre 2016.

Anna Kouznetsova débute dans ses fonctions en affirmant sa volonté de lutter contre la pédophilie. Elle adresse notamment d§s septembre 2016 au  ministère public de la fédération de Russie (ru) une demande d'enquête sur l'exposition de Jock Sturges Sans confusion ((ru) Без смущения), organisée à Moscou au Centre de la photographie Frères Lumière (ru), s'appuyant sur le fait que seraient exposées des photographies d'adolescents dénudés relevant de la pornographie infantile.
Elle prend également position dans le débat faisant suite au retrait d'enfants de leur famille d'accueil, pour mauvais traitements présumés, par le centre d'action sociale de la ville de Zelenograd, ,,.. Après que Vladimir Poutine, lors de sa conférence de presse du 23 décembre 2016, lui a demandé, ainsi qu'au ministère du travail et de la protection sociale de la fédération de Russie d'analyser les pratiques de retrait des enfants de leur famille, elle conclut le 15 mai 2017 à l'absence d'atteinte aux droits des familles. Cette déclaration indigne des organisations de parents tradionnalistes, qui adressent en mai une lettre ouverte au président de la fédération, dans laquelle ils déclarent, que « l'opinion publique doute de l'objectivité de telles données ». Elena Mizoulina, membre du Conseil de la fédération, présente le 30 mai 2017 un rapport alternatif, fondé sur des données rassemblées par des organisations sociales et prenant position contre Anna Kouznetsova.
Les 22 et 23 mai 2017, Anna Kouznetsova fait une visite en Finlande, où elle signe avec le défenseur des droits des enfants, Touomas Kourttil, un memorandum de coopération. Ce voyage montre l'hostilité des activistes de la "Résistance russe des parents" ((ru) Всероссийского Родительского сопротивления) qui organise des piquets en Finlande et à son retour en Russie, avec parmi leurs slogans. « La Russie n'a pas besoin d'une déléguée à la mise en application du système de protection des enfants finnois ». Ce mouvement donne lieu également à des manifestations hostiles à la stratégie de l'enfance pour les années 2018—2027,,, programme gouvernemental organisant une « décennie de l'enfance », initié notamment par Valentina Matvienko, présidente du Conseil de la fédération, et femme politique de plus haut rang en Russie, auquel ses opposants reprochent de faire primer les droits de l'enfant sur ceux de la famille.
Anna Kouznetsova s'est prononcée également en faveur d'un renforcement de la coopération avec la France,.
Elle a fait ouvrir un nouveau site internet du délégué aux droits des enfants auprès du président de la fédération de Russie, sans lien. aucun avec celui de son prédécesseur, Pavel Astakhov (ru), et réorganisé les organes consultatifs placés auprès de sa délégation, en créant auprès d'elle un conseil social divisé en groupes de travail, entrainant le départ de militants des droits de l'homme et l'entrée de représentants de l'Église orthodoxe russe et d'unions et associations orthodoxes. Par un mouvement de balancier, la présidente de l'organisation "Résistance russe des parents", Maria Mamikonian et les dirigeants de quelques associations l'ont quitté en mai 2017,.

## Opinions
Anna Kouztnetsova est connue pour son action en soutien aux femmes enceintes dans des situations de vie difficile et pour la prévention des avortements, qu'elle juge négativement, sans prendre position pour leur interdiction en l'état. Elle place également au premier rang la protection des droits des personnes handicapées, dont les enfants, leur formation et la préparation à l'emploi, et la suppression des dispositions réglementaires préjudiciables aux personnes handicapées.
Selon certaines sources, elle s'est exprimée en faveur de la théorie de la télégonie dans une interview sur un site médical de Penza,, ce qu'elle dément,.

## Famille
Anna Iourevna s'est mariée en 2003. Son mari, Alekseï Kouznetsov, est prêtre, a achevé le séminaire spirituel, et possède également une double formation supérieure, technique et pédagogique, ainsi qu'une maîtrise en technologie,. Elle a six enfants, deux filles et quatre garçons,,.